# Pandisus sarae
Pandisus sarae är en spindelart som beskrevs av Fred R. Wanless 1980. Pandisus sarae ingår i släktet Pandisus och familjen hoppspindlar. Inga underarter finns listade i Catalogue of Life.